# Paurophylla costisigna
Paurophylla costisigna là một loài bướm đêm trong họ Erebidae.